# Galileo Galilei
Galileo Galilei, punim imenom Galileo di Vincenzo Bonaiuti de' Galilei (Pisa, 15. veljače 1564. – Arcetri, 8. siječnja 1642.), bio je talijanski matematičar, fizičar, astronom, polihistor i filozof. Nakon završenih medicinskih studija, posvetio se proučavanju geometrije i Arhimedovih djela, te postao jedan od najvećih fizičara i astronoma. Promatrajući njihanje svijećnjaka u pisanskoj katedrali, već kao student otkrio je izokroničnost njihala (izokronizam titranja je neovisnost periode titraja o amplitudi vlastitih titraja nekoga titrajnog sustava). Bio je profesor matematike u Pisi (od 1589. do 1592.), Padovi (od 1592. do 1610.), a od 1610. opet u Pisi. Za boravka u Padovi uglavnom se bavio problemima mehanike: proučavao je slobodni pad, gibanje niz kosinu, vodoravni hitac, istraživao izokronizam a zatim, proučavajući toplinsko rastezanje tekućina, konstruirao prvi termoskop. Samo na osnovu nepouzdanih opisa izuma nizozemskog optičara Hansa Lippersheya koji su do njega došli konstruirao je jedan od prvih teleskopa. Godine 1609. demonstrirao je rad svog teleskopa s vrha zvonika Svetoga Marka u Veneciji a ubrzo ga je, među prvima, uperio prema nebu.
Korištenjem teleskopa započelo je plodno razdoblje Galileijevih astronomskih istraživanja i došla jedno za drugim značajna otkrića: Mliječna staza pokazala se kao golem skup zvijezda slaba sjaja; Mjesečeva površina pokazala se izbrazdanom dolinama i brjegovima; oko Jupitera kruže četiri satelita (Galilejanski mjeseci); Venera pokazuje mijene kao i Mjesec (Venerine mijene); na Sunčevoj površini vide se pjege (Sunčeve pjege). Prva svoja astronomska otkrića objavio je 1610. u djelu Vjesnik zviježđa (lat. Siderius nuncius). Zalaganje za Kopernikov sustav, kao jedini točan i istinit, dovelo je Galileija u sukob s crkvenim naučavanjem, pa mu je odlukom Inkvizicije 1616. bilo zabranjeno naučavanje da se Zemlja giba oko Sunca i da je ono središte svijeta. Iako je obećao da će odustati od svojeg uvjerenja, nije mogao, potaknut otkrićima do kojih je došao, odustati od znanstvene istine, pa je u svojem djelu Dijalog o dvama glavnim svjetskim sustavima, ptolemejskom i kopernikanskom… (tal. Dialogo sopra i due massimi sistemi del mondo, tolemaico e copernicano…, Firenca, 1632.) izložio heliocentrični sustav. To je djelo Crkva odmah ocijenila kao heretičko. Dosljednost Galileijeva da iznosi i brani znanstvenu istinu izazvala je oštru reakciju. U Rimu, u prostorijama Inkvizicije, održan je proces protiv Galileija (1633.), koji je tada bio u sedamdesetoj godini života. U progonstvu, lišen slobode i odvojen od svijeta, pod stalnim nadzorom Inkvizicije, dovršio je svoje najveće djelo o mehanici započeto još u padovanskom razdoblju Razgovori i matematički prikazi dvaju novih znanja u mehanici (tal. Discorsi e dimonstrazioni matematiche intorno a due nuove scienze, Leiden, 1638.), kojim je udario temelje klasičnoj mehanici. U njem je izložio zakone slobodnoga pada, uveo pojam ubrzanja, obradio gibanje niz kosinu, vodoravni hitac i tako dalje. Tim djelom uveo je Galilei eksperimentalnu metodu istraživanja i matematičko formuliranje eksperimentom utvrđenih zakonitosti te time položio temelje modernoj fizici.
Nakon smrti crkvene vlasti nisu dopustile da mu se podigne nadgrobni spomenik. Tek 1737. položen je u zajednički grob sa svojim učenikom V. Vivianijem i tada mu je podignut nadgrobni spomenik, a 16. travnja 1757. skinuta je zabrana s Galileijevih djela, u kojima on zastupa načelo pomičnosti Zemlje, nasuprot geocentričkomu sustavu, koji je branila Crkva. Prvo kompletno izdanje Galileijevih djela izdano je u Firenci (od 1842. do 1856.) u 16 svezaka.
U okviru znanstvene revolucije odigrao je značajnu ulogu u razvoju moderne znanosti. Unaprijedio je teleskopski instrumentarij i sustavno promatrao nebo, što je za posljedicu imalo otkriće i analizu Jupiterovih satelita, Sunčevih pjega, Mjesečevih kratera i Mliječne staze. Drugi veliki Galilejev doprinos je pozitivan nastavak istraživanja Kopernikovog heliocentričnog sustava, naročito otkrićem Venerinih mijena. Istraživao je također zakonitosti gibanja tijela, zakon gravitacije i začeo ideju principa relativnosti. Zbog napretka u metodologiji znanstvenog eksperimenta i empirijski utemeljenog povezivanja astronomije i kozmologije, Galileja se dogovorno naziva ocem moderne astronomije, ocem moderne fizike, ocem znanosti i ocem moderne znanosti.
Iako rimokatolik i pionir Papinske akademije znanosti (Accademia dei Lincei), a u mladosti sklon ideji zaređenja, Galileo je inzistiranjem na heliocentričnom sustavu kao ispravnoj astronomskoj teoriji ušao u polemične sukobe s Crkvom i drugim astronomima zbog njihove tadašnje sklonosti klasičnom geocentričnom sustavu, odnosno izostanku dokaza za paralaksu zvijezda, ali i Braheovom sustavu istraživača koji je vlastitim pronalascima konkurirao Galilejevim. Pod sumnjom za herezu i optužbom za pokušaj potkopavanja aristotelijanske filozofije prirode i Biblije, Rimska inkvizicija je 1615. godine istražila Galilejev slučaj, potom po zaključku zabranila Galileju da promiče heliocentrični sustav, a njegova istraživanja uvrstila je u popis zabranjenih djela. Nakon bestseller djela iz 1632.  godine Dialogo sopra i due massimi sistemi del mondo, u kojem u obliku dijaloga između učenika i učitelja uspoređuje ptolomejski i kopernikanski sustav i implicitno napada Papu Urbana VIII., protiv Galileja je pokrenut proces koji je doveo do kućnog pritvora, gdje 1638. dovršava Discorsi e dimostrazioni matematiche, intorno à due nuove scienze, subverzivno djelo u romanističkom dijalogu, koje kasnije postaje temeljem kinematike. Godine 1992. Papa Ivan Pavao II. službeno je ustanovio pogrešku Rimske inkvizicije, zatražio oprost i tom prilikom pozvao druge na dijalog znanosti i vjere po uzoru na Galilea.

## Životopis

### Obrazovanje (1564. – 1589.)
Galileo Galilei je rođen u gradu Pisi u Italiji kao prvo od šestero djece Vincenza Galileia, poznatog svirača lutnje i teoretičara glazbe, i dobrostojeće Giulie Ammannati. U dobi od osam godina obitelj se seli u Firencu i na dvije godine ostavlja Galileja kod Muzija Tebaldija, koji mu je omogućio školovanje u Pisi nakon neuspjele prijave za toskansku školu. Dvije godine kasnije sastaje se s obitelji i nastavlja učenje najprije pod ocem Vincenzom i tutorom Jacopom Borghinijem, a potom izvan Firence u samostanu Santa Maria di Vallombrosa do četrnaeste godine.
Slijedeći oca, Galileo je za rane dobi poučen sviranju i glazbenoj teoriji, što je vjerojatno bio jedan od izvora matematičko-eksperimentalističkog pristupa istraživanjima i skepticizma. Učenje u samostanu navelo ga je na ozbiljno razmatranje svećenstva, ali je na nagovor oca 1580. otišao studirati medicinu na sveučilištu u Pisi. Motiv su bili čast i financijska sigurnost, ali se Galileo ponio za matematikom i tri je godine kasnije napustio medicinu, da bi 1585. došao i do svog prvog matematičkog otkrića: izokronizma njihala. Nakon studija medicine privatno poučava u Firenci i Sieni, potom od 1589. na sveučilištu u Pisi.

### Sveučilište u Pisi (1589. – 1592.)
Galilejev prijatelj i kolega Guidobaldo Del Monte, omogućio mu je napredak u karijeri preporukom kardinalu Francescu Mariji Del Monte, koji je potom preusmjerio preporuku toskanskom vojvodi Ferdinandu I de' Medici. Galileo je preuzeo katedru matematike u Pisi. Spis De motu antiquiora je rezultat Galilejevih istraživanja koja su postupno počela pobijati Aristotelovu prirodnu filozofiju. Galileo nije imao sasvim jasne dokaze, ali je sve više slutio neispravnost stare teorije.
U tom je razdoblju razvijao praktična rješenja za fizikalno-matematičke probleme poput instrumenta za precizno određivanje gravitacije hidrostatskih tijela. Općenito, Galileo je zarana morao sudjelovati u financiranju obitelji i mlađeg brata, a nakon smrti oca i udaje sestara, pao je u dugove, što ga je opterećivalo. Manjak novca je vjerojatno bio jedan od motiva za bavljenje izumima koji bi se mogli prodati. Galileo je time stekao vrijedno znanje i kasnije ga primijenio u razvoju svojih astronomijskih proučavanja. 
Nakon isteka ugovora u Pisi, Guidobaldo Del Monte preporučio ga je sveučilištu u Padovi za preuzimanje prazne katedre matematike.

### Sveučilište u Padovi (1592. – 1610.)
Padova, dio religijski tolerantnije Mletačke Republike, bilo je mjesto Galilejeva rasta zanimanja za fizikom i astronomijom, a s time i daljnjeg otklona od aristotelijanske filozofije. Galileo je proširio svoja predavanja na fiziku i astronomiju. Dva tadašnja člana mletačkog senata na kojem je sudjelovao, plemića Giovanfrancesca Sareda i teologa, matematičara i astronoma Paola Sarpija iskoristio je za dijaloške likove u Dialogo sopra i due massimi sistemi del mondo. Spis Trattato di meccaniche, izvorno objavljen 1634. u Parizu, potvrđuje njegov rad na mehanici, kinematici i primijenjenoj znanosti. S Marcantonijom Mazzolenijem održavao je praktičku radionicu gdje je razvijao i prodavao instrumentarije, ponajviše za vojsku.
Godine 1604. astronom Ilario Altobeli primijetio je supernovu, kasnije poznatu kao Keplerova supernova, o čemu je Galileo bio obaviješten. Kroz studije i predavanja, Galileo je otkriće supernove smatrao novim dokazom protiv Aristotelove teorije nepromjenjivog neba. Pod pseudonimom Cecco Ronchetti objavio je Dialogo de Checo Ronchitti da Bruzene in Perpuosito de la stella Nuova kao način obrane od kriticizma koji je uslijedio. Nadalje, Galilei je pojavu fenomena supernove i pomutnju među pukom unovčio stvaranjem vlastite astrološke karte, što je između ostaloga rezultiralo i tužbom, potom ugušenom intervencijom Senata Mletačke republike, da ne dospije do Rimske inkvizicije. Galileo, međutim, nije imao dovoljno čvrste dokaze za heliocentrizam, iako je bio siguran u njega, a kvalitetnije dokaze nije mogao steći bez unaprjeđenja instrumentarija, što je, uz suradnju drugih, potrajalo do 1609. Predstavio je novi teleskop Mletačkoj vlasti i dobio odobrenje za istraživanja. Između 1609. i 1610. postigao je važne rezultate po kojima je danas poznat: otkriće velikih Jupiterovih satelita, analiza Mjesečevih kratera i Mliječne staze.

### Firenca (1610. – 1614.)
Galileo je astronomska otkrića iz 1609. objavio u Firenci u spisu Sidereus Nuncius. S odobrenjem istraživanja nastali su i problemi. Antonio Magnini prvi je porekao Galilejeve pronalaske Jupiterovih satelita nakon korištenja Galilejeva teleskopa. Kasnije, međutim, kada mijenja mišljenje, utječe i na poznatog astronoma Christopha Claviusa. Skeptičan je bio i Johannes Kepler sve dok unaprjeđenjem teleskopa nije provjerio Galileveje tvrdnje, nakon čega 1611. izdaje spis u kojem potvrđuje Galilejev rad. Galileo je usporedno počeo objavljivati istraživanja o Sunčevim pjegama, suprotstavljajući se Christophu Schneineru koji je tvrdio da pjege nisu na Suncu, nego oko njega (1612. Scheiner je o svojim razmatranjima objavio spis). Galileo odlazi u Rim predstaviti svoje pronalaske pred Papu Pavla V., gdje je časno primljen. Međutim, Galileo nije bio svjestan da je, usporedno s njegovim djelovanjem, Crkva pokrenula istragu. Iste godine, otkrivanjem mijena Venere i Merkura, Galileo je utvrdio nužnost heliocentričnog sustava. Između 1612. i 1615. Galileo je napisao četiri poznata Kopernikanska pisma u kojima širi i brani postulat heliocentričnog sustava, a koje je adresirao ocu Benedettu Castelliju, plemiću Pietru Diniju i Velikoj vojvotkinji Christini od Lorrainea. Krajem 1614., dominikanac Tommaso Caccini pred Papom izlaže kolektivnu optužbu protiv probranih matematičara, među njima i protiv Galilea, zbog poticanja kopernikanske ideje koja se suprotstavlja Bibliji. Tužbi za zanemarivanje geocentričnog sustava prilaže upitne navode o Galilejevom osporavanju supstancijalnosti Boga. Time je započela nova era Galilejeva života.

### Sukob s Crkvom (1614. – 1632.)
Tijekom istrage, teolog Paolo Antonio Foscarini napisao je tekst o mogućnostima podudarnosti heliocentričnog sustava i Biblije kao podršku astronomskim istraživanjima. Međutim, kardinal Robert Bellarmino, inače član inkvizicije i tijekom suđenja Giordanu Bruni, reagirao je objavom da u slučaju sumnje treba podržavati Bibliju, što je bilo uobičajeno stajalište tadašnje rimokatoličke Europe. Jedna od posljedica bilo je privremeno zatvaranje Foscarinija i zabrana njegova pisma. U međuvremenu je Galileo došao u Rim braniti svoj stav. Godine 1616. na Papin zahtjev o očitovanju problema heliocentrizma, teolozi donose konsenzus o heliocentričnom sustavu kao apsurdnom i heretičnom. Potom, na zahtjev Pape po odluci konsenzusa, kardinal Bellarmino osobno Galileju predaje zahtjev o odricanju stava o heliocentrizmu i prekidu takvog istraživanja. Postoji mogućnost da su informacije u dokumentu koje su se koristile sve do 1933. krivotvorili dominikanci i teolozi na štetu Galileja. Galileo je uživao povlastice između krugova suđenja, što se nastavilo sve do kraja njegova života, zbog čega je porastao pritisak vanjskih teoloških krugova i time politički narušilo Galilejeve mogućnosti.
Godine 1618. tri su kometa prošla pored Zemlje. Orasio Grassi istražio je fenomen i donio zaključak o točnosti Tychova sustava, protiv heliocentrizma. Galilei je preko učenika Marija Guiduccija uzvratio u obranu heliocentrizma, na što je Grassi reagirao napadom na kopernikanizam. Galileo je potom nastavio istraživanje heliocentrizma i, ponovno u maskirnoj romanističkoj formi, objavio 1623. Il Saggiatore, na odobrenje Papinske akademije znanosti, u kojoj općenito poništava Grassijeva istraživanja, iako iz pogrešne hipoteze (da su kometi bili iluzija), ali utvrđuje potrebu nadogradnje instrumenata i razvitka eksperimentalne metode, uz ostale detalje mehanike i primijenjene znanosti.

### Sukob s Crkvom (1632. – 1634.)
Nedugo poslije, papinsku stolicu preuzima Pape Urbana VIII., inače sklon Galileju. Godine 1624. Galileo je u Rimu pred Papom pokušao skinuti zabranu istraživanja heliocentrizma, što mu nije pošlo za rukom. Stoga je započeo pisati djelo kojim će razmatrati odnos geocentričnih i heliocentričnih sustava bez unošenja vlastitih stajališta, a koje će biti objavljena 1632. kao Dialogo Sopra i due massimi sistemi del mondo. Unatoč općem priznanju djela, proširila se vijest o zabrani knjige na zahtjev Pape, zapravo inkvizicije. Galileo se 1633. ponovo pojavio pred Papom. Ispostavilo se da su istragu ponovo pokrenuli dominikanci, koje je ovoga puta predstavljao Vincenzo Maculano, a koji je u rukama imao navodni popis o Bellarminijevoj odluci o Galilejevoj zabrani i odricanju heliocentrizma. Postoji opravdana sumnja da je dokument bio krivotvoren. Bellarmini je Galileju dostavio jedan od dokumenata koji odbacuje heliocentrični sustav, ali ne i službenu zabranu govora i rada, sukladno prethodnom dogovoru kojeg su dominikanci ignorirali. Galileo je, zbog vlastitih izmjena kopernikanskog sustava, držao obranu pozivanjem na suprotstavljanje Koperniku, da bi u narednim suđenjima naglašenije osporavao heliocentrizam i na konačnom suđenju, nakon inkvizitorove prijetnje kaznenim metodama u slučaju laži, zaključio da podržava ptolomejski sustav, kao što uvijek jest. Idući dan, 22. lipnja, kardinal i inkvizicija zabranili su Galilejevo djelo o dva sustava i osudili ga na kućni pritvor u Firenci uz obavezno recitiranje psalama. Zbog naklonosti mnogih ljudi unutar i izvan Crkve, Galileo nije doživio nikakav konkretan oblik mučenja ili poniženja ni tijekom suđenja, niti nakon njega.

### Posljednje godine (1633. – 1642.)
U kućnom pritvoru, kojeg je plaćala Crkva, bez zabrane posjećivanja obitelji i službenika ili pismene komunikacije, Galileo je neometano nastavio istraživanje i pisanje, što mu je omogućilo relativno normalan život. Iz pisama je vidljivo da je prezirao situaciju u kojoj se nalazi, odnosno da se nikada nije doista odrekao svojih stajališta. Uzimajući rečeno u obzir, u rekonstrukciji sukoba Galilea i Crkve Giuseppe Baretti tvrdio je da je Galileo po presudi rekao "Eppur si muove!" ("Ipak se kreće!", op. a.). Poznata izjava prije je stvar legende, nego li istine, no svakako nedokaziva.
Godine 1638. u Nizozemskoj je objavio veliki traktat Discorsi e dimostrazioni matematiche intorno a due nuove scienze attinenti la mecanica e i moti locali, opus magnum svojih matematičko-fizikalnih istraživanja posljednjih 30 godina, također u obliku razgovora tijekom četiri dana, koje redom razrađuju mehaniku materijala, kohezivnost, dinamiku (zakona kretanja) i balistiku. U razvoju metodologije poslužio se Aristotelovim, Arhimedovim i Platonovim rješenjima. Zbog dosega tog djela nazvan je ocem moderne znanosti.
Nakon 1630. Galilejev vid počeo je ubrzano slabiti, a pred smrt je oslijepio. Nije, međutim, bio usamljen, nego okružen vrlo bliskim osobama. Ferdinand II. de Medici namjeravao ga je pokopati u bazilici Santa Croce, pored grobnice oca i predaka, te mu u čast podići mramorni mauzolej. Crkva se međutim protivila, držeći da takvo što nije moguće jer je Galileo optužen za herezu. Konsenzus je postignut pokapanjem u maloj prostoriji pored unutarnje kapelice. Preseljen je na prvotno zamišljenu lokaciju 1737., nakon što mu je podignut spomenik.

### Popis glavnih događaja
- 1543. – Nikola Kopernik objavljuje De revolutionibus orbium coelestium u kojem prikazuje ideju heliocentrizma.
- 1564. – Galilejevo rođenje u Pisi, Italija.
- 1573. – Tycho Brahe objavljuje De nova stella, djelo u kojem pobija aristotelijansku teoriju nepromjenjivog svemira (nebesa) iznad Mjeseca.
- 1576. – Giuseppe Moletti, Galilejev prethodnik katedre matematike na sveučilištu u Padovi, izvještava o fenomenu gravitacije: neovisno o materijalu, tijela istog oblika padaju jednakom brzinom.
- 1581. – Galileo započinje studij medicine u Pisi.
- 1582. – Ostilio Ricci održava predavanja iz matematike koje Galileo posjećuje, a koja utječu na smjer njegova studija. Mijenja stajalište o studiju medicine i posvećuje se fizici, matematici i astronomiji.
- 1585. – Galileo napušta Sveučilište u Pisi i počinje raditi kao privatni učitelj.
- 1586. – Nadopunjujući Arhimedove zamisli svojima, Galileo osmišljava hidrostatsku ravnotežu.
- 1588. – Tycho Brahe objavljuje rad o kometima koji utvrđuje Tychov sustav.
- 1589. – Galileo se zapošljava na katedri matematike na Sveučilištu u Pisi.
- 1590. – Galileo djelomično dovršava neobjavljen rad o gibanju De Motu.
- 1592. – Galileo se zapošljava na katedri matematike na Sveučilištu u Padovi
- 1593. – Galileo osmišljava termometar. Ovisi o tlaku i temperaturi.
- 1595. – Galileo unaprjeđuje balističku geometriju i vojni kompas.
- 1597. – Galileo piše pismo Kepleru u kojem podržava kopernikov sustav.
- 1600. – Galileu se rađa prvo izvanbračno dijete, Virginia. Objavljuje Le Meccaniche. William Gilbert objavljuje On the Magnet and Magnetic Bodies, and on That Great Magnet the Earth. Dokazi i argumenti podupiru kopernikanski sustav.
- 1600. – Rimska inkvizicija osuđuje Giordana Bruna za krivovjerje. Bruno je osporavao Sveto trojstvo i Pretvorbu, podržavao panteizam i pluralitet svjetova. Osuđen je na smrtnu kaznu spaljivanjem na lomači. Član suda bio je Robert Belarmino, kasnije član suda u slučaju Galileo.
- 1601. – Galileu se rađa drugo izvanbračno dijete, Livia.
- 1604. – Galileo računa položaj Keplerove supernove, podupire heliocentrični sustav.
- 1606. – Galileu se rađa treće izvanbračno dijete, Vincenzo.
- 1606. – Galileo objavljuje uputstava za upotrebu kompasa.
- 1608. – Hans Lippershey osmišljava refraktorski teleskop.
- 1609. – Na temelju opisa Lippersheyeva rada, Galileo osmišljava i nadograđuje vlastiti teleskop. Kepler objavljuje Astronomia nova u kojem se nalaze prva dva Keplerova zakona. Pokazuje da je kopernikanski model točniji od ptolomejskog. Thomas Harriot radi nacrt Mjesečeve površine četiri mjeseca prije Galilejeva mjerenja.
- 1610. – Galileo objavljuje Sidereus Nuncius, bilježi Mjesečevu površinu i četiri velika Jupiterova satelita (mjeseca). Također prvi detaljnije proučava površinu Marsa. Martin Horky objavljuje Brevissima Peregrinatio Contra Nuncium Sidereum, traktat koji se protivi heliocentričnom sustavu. Johannes Kepler traži od Galileja primjerak teleskopa i leća, ali Galileo tvrdi da ima samo jedan i nema vremena napraviti novi.[38]
- 1610. – Galileo stječe doživotno mjesto na katedri za matematiku na Sveučilištu u Padovi, odnosno kao matematičar i filozof za Cosmija II., velikog vojvode od Toskane.
- 1611. – Galileo otkriva Venerine mijene. Susreće se s Papom. Postaje član Papinske akademije znanosti.
- 1611. – David Fabricius objavljuje Narration on Spots Observed on the Sun and their Apparent Rotation with the Sun netom prije Christopha Scheinera i Galileja.
- 1612. – Galileo predlaže upotrebu pozicija Jupiterovih mjeseca za pomorsko izračunavanje zemljopisne dužine. Iako je prijedlog nepraktičan, nagrađen je za njega.
- 1612. ili 1613. – Francesco Sizzi otkriva godišnje promjene Sunčevih pjega. Galileo piše pismo o Sunčevim pjegama.
- 1616. – Galileo prima službenu opomenu Crkve, da ne smije govoriti o heliocentričnom sustavu, niti ga istraživati. Crkva Kopernikovo djelo De revolutionibus orbium coelestium  stavlja na listu zabranjenih djela.
- 1616. – Galileo piše Raspravu o valovima, diskurs između Galilea i Keplera.
- 1617. – Galileo se seli u grad Bellosguardo, zapadno od Firence, gdje su zaređene njegove dvije kćeri. Proučava zvijezdu Mizar u zviježđu Velikog medvjeda.
- 1619. – Kepler objavljuje Harmonices Mundi, u kojem opisuje treći Keplerov zakon.
- 1619. – Gallieo objavljuje Discorso delle comete.
- 1621. – Maffeo Barberini, Galilejev poklonik, postaje Papa Urban VIII.
- 1623. – Galileo objavljuje Il Saggiatore.
- 1624. – Galileo posjećuje Papu i izlaže svoje radove, gdje je rad prihvaćen i odobren, te unaprijeđuje mikroskop.
- 1625.– Objavljuju se ilustracije kukaca promatranih Galilejevim mikroskopom.
- 1630. – Galileo dovršava Dialogo sopra i due massimi sistemi del mondo, cenzura Crkve odobrava objavljivanje djela.
- 1632. – Galileo objavljuje Dialogo sopra i due massimi sistemi del mondo, a dominikanci ponovno tuže Galilea. Rimska inkvizicija pokreće istragu.
- 1633. – Galileo se odriče heliocentričnog sustava. Rimska inkvizicija osuđuje Galileja zbog hereze na kućni protiv s ograničenom društvenom komunikacijom. Crkva stavlja Dialogo sopra i due massimi sistemi del mondo na popis zabranjenih djela. Zabrana Galilejevih djela ukinuta je 1718.[39]
- 1638. – Galileo objavljuje Discorsi e Dimostrazioni Matematiche, intorno a due nuove scienze.
- 1642. – Galileo umire u Arcetriju, Italija.

## Znanstveni rad

### Znanstvena metoda
Umjesto Aristotelove kvalitativne metode i filozofijskog opisivanja Svemira, Galileo se u unaprjeđivanju spoznaje služio matematičkim jezikom i provodio je eksperimente temeljene na prirodnim zakonima. Najbolji primjer razlike između rezultata dva principa vidljiv je u mišljenju o Mjesecu i zvijezdama. Aristotel i njegovi nasljednici smatrali su da su nebeska tijela savršeno sferična i glatka na površini, dok su Galileo i njegovi suvremenici ustanovili obratno isključivo eksperimentima i izračunima, odnosno otkrićima. Galileo je u svojim razmatranjima također postavio danas raširen zahtjev neprestanog traženja uzroka. Tako je konceptualna filozofijska analiza fenomena kroz jezik preseljena u materijalističku analizu fenomena kroz eksperimente. Projekt CERN suvremeni je primjer takvog zahtjeva. Galileo je metodu eksperimenata naslijedio od oca glazbenog teoretičara, pionira matematičkog eksperimentiranja, nasljednika pitagorejskog poimanja. Općenito, Galileo pripada kartezijanskoj tradiciji shvaćanja Svemira kao geometrijski izračunljivog i matematičkim jezikom izrazivog u obliku prirodnih zakona (u Il Saggiatore piše o matematici kao jeziku na kojem je napisana knjiga prirode). Galileo je, nadalje, mijenjao mišljenje ovisno o promjenama u rezultatima, te pogodovao odvajanju znanosti od filozofije i religije. Standardizirao je uvjete eksperimentiranja i služio se metodom nezavisnih istraživanja, što predstavlja induktivan pristup rješavanju problema. Apstraktna matematika ostvaruje se u prirodnim fenomenima, a prirodni fenomeni prestaju biti dogmatizirani: dva temeljna aspekta znanstvene metode čine osjetilno (empirijsko) iskustvo i eksperiment. Svezom osjetilnog iskustva i eksperimenta Galileo i suvremenici opovrgnuli su Aristotelovu metodu, odnosno aristotelijansku praksu prisutnu do tada. Dakako, povezivanje matematike i prirodne filozofije tada je značilo raspravu širokih razmjera, koja do danas nije sasvim razriješena.

### Instrumentarij
Galileo je bio izumitelj. Na osmišljavanje i nadogradnju alata i instrumenata poticala ga je potreba za točnijim mjerenjima i zaradom novca:
- Između 1595. i 1598. razvio je geometrijski vojni kompas temeljen na prethodnim izumima Niccole Tartaglije i Guidobaldoa Del Montea. Bio je pogodan za topnike i mjeritelje, te konstrukcije i mjerenja poligona.
- 1593. razvija termometar ovisan o tlaku i temperaturi. Zrak se širio ili sužavao i time kuglicu na vodi pomicao gore ili dolje uz mjernu skalu.
- 1609. Galilejev najznačajniji rad je nadogradnja teleskopa (mehanizma, leća, mikrometra), izvorno. Zahvaljujući tome omogućio je točnija promatranja i bolja mjerenja, te od sebe učinio pionira promatranja planeta, npr. Marsa. Godine 1610. poslužio se mikroskopom da bi analizirao kukce. Najkasnije do 1624. Galileo se služio mikroskopom. Ilustracije mikroskopskim pronalazaka objavljenje 1625. smatraju se prvim zabilježenim promatranjima pomoću mikroskopa.
- Galileo je izradio poseban astrolab za mjerenje kutova (giovilabio) i helioskop s projekcijom na papir da izbjegne oštećenje oka.
- Galileo je izradio njihalo za mjerenje intervala. U zadnjoj je godini života ponudio mehanizam za mjerenje vremena, ali je drugačiji oblik postao univerzalni dio mehanizma sata.
- 1612. nakon opservacije Jupitera predložio je za kriterij univerzalnog sata orbitalna gibanja Jupiterovih satelita. Metodu je uspješno upotrijebio 1681. Giovanni Domenico Cassini i koristila se za promatranje zemljine površine.

### Padajuće tijelo
Još u 6. stoljeću John Filipponio osporavao je Aristotelovu teoriju dvostrukog gibanja. S obzirom na supstancijalnost, Aristotel je utvrdio gibanje materije prema dolje, ako su im osnova voda i zemlja, odnosno prema gore, ako su im osnova vatra i zrak, kao i kozmičku podjelu na sublunarno i supralunarno područje, u kojem vladaju različiti zakoni. Tek je Galileo eksperimentalnim istraživanjima mogao dati pouzdan temelj drugoj teoriji, koju je u suštini zasnovao na Arhimedovim zakonima. Da bi nadišao Aristotelovu tvrdnju, morao je osmisliti način mjerenja tijela u prostoru i vremenu. To je dovelo do uspostave klasičnog dijagrama ubrzanja, odnosno omjera brzine i vremena. Uspoređujući mjerenja gibanja na Zemlji i na nebu, Galileo je shvatio da se radi o jedinstvenim prirodnim zakonima. Na temelju toga nastavio je pronalaziti mehaničke i kinematičke zakone.
Galileu se pripisuje eksperiment u kojem s vrha Sveučilišta u Pisi baca dva tijela različite težine i ustanovljuje istovjetnost brzine. Ako se eksperiment i jest dogodio, što je upitno, prethodno njemu (i njime utjecano) učinio je to Simon Stevin s Delft tornja 1586. Dokaz je pobio Aristotelovu tvrdnju o bržem padu težeg tijela.
Galileo je promatrajući eksperimente s kosinom ustanovio (naslutio) zakon inercije kojeg kasnije Newton ugrađuje u temeljni zakon gibanja. Time je osporio Aristotelovu tvrdnju o prirodno usporavajućem tijelu. Nadalje, mjereći pad tijela pod različitim kutom kosine ustanovio je brzinu gravitacije od 9,82 m/s2. Promatrajući usporedne padove, Galileo je ustanovio zakon očuvanja mehaničke energije, ali pojam energije tada još nije bio razvijen.

### Njihalo i hidrostatska ravnoteža
Godine 1583. Galileo je ustanovio izokronizam njihala niskih oscilacija. Ustanovio je da vrijeme oscilacije nepovezano s amplitudom, a da je ono ovisno o duljini niti na kojoj se njišući objekt nalazi: {\displaystyle T=2\pi {\sqrt {\frac {l}{g}}}}
Godine 1586. Galileo je dovršio formulu za hidrostatsku ravnotežu Arhimedova principa, a rad objavio pod naslovom La Bilancetta. Omogućuje određenje specifične težine s obzirom na vodu. U djelu se mogu pronaći tablične vrijednosti za 30 različitih materijala, a njihove vrijednosti usporedive su sa suvremenim rezultatima.

### Astronomija
Slijedeći opise Hansa Lippersheya, Galileo je konstruirao teleskop s povećanjem od tri puta, a do kraja svog života uspio je postići i povećanje od trideset puta. Godine 1609. venecijanskom duždu je prvi puta prikazao mogućnosti teleskopa. Nakon toga, počeo je na njima i zarađivati prodajom primjeraka. Svoja je prva istraživanja objavio u djelu Sidereus Nuncius.
Godine 1604. na temelju Keplerove supernove Galileo je promatranjem uočio nepostojanost diurnalne Paralakse, što ga je navelo zaključiti da se radi o dalekoj zvijezdi. Ako je Keplerova supernova daleka zvijezda, to potvrđuje da Aristotelova teorija nepromjenjivih nebesa ne stoji. Galileo je za to bio žestoko napadnut te ušao u nekoliko pismenih polemika. Godine 1610. Galileo je uočio Jupiterove satelite, koje je najprije držao nepomičnima, da bi daljnjim dnevnim promatranjem uočio promjenjivost položaja, odnosno kruženje oko Jupitera. Nazvao ih je Medicejskim zvijezdama. Kasnije su, u čast Galileu, preimenovane u Galilejevi sateliti. Galilejevo otkriće nebeskih tijela koja kruže oko Jupitera srušile su Aristotelovu tezu o Zemlji kao tijelu oko kojeg kruže sva nebeska tijela, što je izazvalo novi val osporavanja. Nakon što je njegova promatranja potvrdio Christopher Clavius, Galileo je u Rimu 1611. dočekan sa svim počastima. Iste godine, promatrao je Mars, Saturn, Veneru i Neptun. Na temelju uočavanja mijena Venere potvrdio je heliocentrični sustav koji je predvidio Kopernik. Nakon objave Galilejevih istraživanja, mnogi astronomi onog vremena okrenuli su se helio-geocentričnim teorijama poput one Tycha Braha, a koje su nastojale potvrditi Galilejeva istraživanja s temeljnom premisom geocentričnosti. Galileo je prvi uočio Saturnove prstene, ali nije bio siguran što su i nije ih ustanovio kao prstene, već je mislio da se radi o tri tijela. Posebno se zakompliciralo promatranje u vrijeme prolaska Zemlje kroz ravninu prstenova, kada su oni prividno nestali (jer su vrlo tanki), što je zbunilo Galilea. Tek je 1659. godine danski astronom Christiaan Huygens u Saturnovom neobičnom obliku prepoznao prstenove. Huygens je objasnio da je njihovo nestajanje i mijenjanje uzrokovano promjenom nagiba orbite Zemlje prema Saturnu tijekom njihovih ophoda oko Sunca. Neptun nije imao prilike dugo promatrati. Pronašao je relativne udaljenosti, ali nije shvatio da se radi o planetu, nego je mislio da se radi o zvijezdi.
- Istraživanjem Sunčevih pjega dodatno je otežalo održanje Aristotelove teorije nepromjenjivih nebesa. Galileo, Francesco Sizzi i drugi tijekom 1612. i 1613. ustanovili su promjenjivost pjega, što je tim više potvrdilo apsurdnost geocentričnog i geoheliocentričnog sustava.
- Manje poznata činjenica je da je Galileo je bio učen umjetnosti, a posebno je bio zainteresiran za tehniku chiaroscuro. Poznavanje efekta chiaroscura omogućila mu je da prilikom promatranja Mjeseca zaključi da sjenoviti prijelazi imaju topografska određenja, pa je započeo i izračune visina i dubina kratera. Bilo je to snažan argument protiv Aristotelove teorije savršeno oblikovanih nebeskih tijela glatke površine.
- Galileo je ustanovio da ono što se tada ljudima činilo kao skup oblaka, je zapravo bila Mliječna staza, zbir zvijezda toliko zgusnut da je nalikovao oblaku. Nakon studija o pjegama ustanovio je da su i zvijezde i planeti oblog oblika. Galileo je u izračunima veličina zvijezda pogriješio, ali su njegovi proračuni bili znatno manji i realniji od tuđih, a time je uklonio neke teorije o veličinama zvijezda, poput Brahove o apsurdnosti veličina zvijezda kojoj se ne bi uočavala godišnja paralaksa.[57]

### Objavljena djela
- 1644. La bilancetta
- 1599. Le mecaniche
- 1606. Le operazioni del compasso geometrico et militare
- 1610. Sidereus Nuncius
- 1612. Discorso intorno alle cose che stanno in su l'acqua
- 1613. Istoria e dimostrazioni intorno alle macchie solari e loro accidenti
- 1614. Lettera al Padre Benedetto Castelli
- 1615. Lettera a Madama Cristina di Lorena
- 1615. Discorso sopra il flusso e il reflusso del mare
- 1619. Il Discorso delle Comete
- 1623. Il Saggiatore
- 1632. Dialogo sopra i due massimi sistemi del mondo
- 1638. Discorsi e dimostrazioni matematiche intorno a due nuove scienze attenenti alla meccanica e i movimenti locali
- 1640. Lettera al principe Leopoldo di Toscana (sopra il candore lunare)
- 1656. Trattato della sfera

## Vanjske poveznice

### Galilejeva djela
- Prikaz Galilejevih bilješki o gibanju (MS. 72), pristupljeno 16. veljače 2014.
- Prijevod Galilejevog djela iz 1590.De Motu  Arhivirana inačica izvorne stranice od 28. studenoga 2009. (Wayback Machine), pristupljeno 16. veljače 2014.
- Radovi Galilea Galileija, pristupljeno 16. veljače 2014.
- Galilei, Galileo. Le Operazioni del Compasso Geometrico et Militare  Arhivirana inačica izvorne stranice od 29. prosinca 2008. (Wayback Machine) djelo iz 1610. Rim, skenirano prvo izdanje. Pristupljeno 16. veljače 2014.
- Galilei, Galileo. Istoria e Dimostrazioni Intorno Alle Macchie Solar  Arhivirana inačica izvorne stranice od 29. prosinca 2008. (Wayback Machine) djelo iz 1613., Rim, skenirano prvo izdanje. Pristupljeno 16. veljače 2014.
- Knjižnica Linda Hall predstavlja kopiju prvog izdanja djela Sidereus Nuncius Magna  Arhivirana inačica izvorne stranice od 9. prosinca 2019. (Wayback Machine) i piratsko izdanje iz iste godine  Arhivirana inačica izvorne stranice od 9. prosinca 2019. (Wayback Machine), digitalizirano. Pristupljeno 16. veljače 2014.
- Sidereus Nuncius iz zbirke Kongresne knjižnice. Pristupljeno 16. veljače 2014.

### O Galileju
- Starry Messenger: Observing the Heavens in the Age of Galileo, izložba u Beineckeova knjižnica rijetkih knjiga i rukopisa na sveučilištu Yale. Pristupljeno 16. veljače 2014.
- Galilejev muzej, Firenca, italija. Pristupljeno 16. veljače 2014.
- Genealogija Galilejevih učenika, pristupljeno 16. veljače 2014.
- Porteti Galileija, pristupljeno 16. veljače 2014.
- Projekt Galileo na sveučilištu Rice. Pristupljeno 16. veljače 2014.
- Dokumentarni film PBS-a: 400 godina teleskopa  Arhivirana inačica izvorne stranice od 30. svibnja 2020. (Wayback Machine). Pristupljeno 16. veljače 2014.
- Pero i čekić padaju na Mjesecu, pristupljeno 16. veljače 2014.
- članak o Galileiju i New York Timesu 18. siječnja 2013).

#### Životopis
- PBS Nova Online: Galileo's Battle for the Heavens, biografija. . Pristupljeno 16. veljače 2014.
- Stanfordska enciklopedija filozofije o Galileju. Pristupljeno 16. veljače 2014.

#### Galileo i Crkva
- Galileo Galilei, Scriptural Exegete, and the Church of Rome, Advocate of Science  Arhivirana inačica izvorne stranice od 8. lipnja 2011. (Wayback Machine), (audio zapis), autora Dr. Christophera Decaena. Pristupljeno 16. veljače 2014.
- "The End of the Myth of Galileo Galilei" autora Atile Sinkea Guimarãesa. Pristupljeno 16. veljače 2014.
- Galileo i Crkva, članak Johan Heilbrona. Pristupljeno 16. veljače 2014.
- Slučaj Galileo na catholic.net, pristupljeno 16. veljače 2014.